# Lobutayas
Lobutayas is een bestuurslaag in het regentschap Tapanuli Selatan van de provincie Noord-Sumatra, Indonesië. Lobutayas telt 318 inwoners (volkstelling 2010).